# Washing machine
 (mars 2011).
Si vous disposez d'ouvrages ou d'articles de référence ou si vous connaissez des sites web de qualité traitant du thème abordé ici, merci de compléter l'article en donnant les références utiles à sa vérifiabilité et en les liant à la section « Notes et références ».
En plongée sous-marine récréative ou technique, une washing machine est un lieu où existe un fort courant ascendant ou descendant impromptu qui déstabilise le plongeur et l'emporte sur parfois plusieurs dizaines de mètres dans le plan vertical.

## Type de courants
Le courant ascendant emporte les plongeurs du fond vers la surface et les expose a une surpression pulmonaire si l'ascension n'est pas ralentie, stoppée ou gérée correctement. Le courant descendant emporte les plongeurs vers le fond, les exposant à des problèmes aux cavités internes de l'oreille, voir à une rupture des tympans ou tout simplement le dépassement de ses prérogatives, risquant ainsi la panique, l'obligation de paliers supplémentaires voir la panne d'air.

## Paramètres et explication
La vitesse de ces courants peut atteindre jusqu'à plusieurs mètres par seconde et peuvent donc être très dangereux pour des plongeurs inexpérimentés voire expérimentés. Une technique de prévention en zone à risques consiste à regarder l'inclinaison de la tête des poissons qui remontent toujours le courant.

## Exemple
Ces types de courant sous-marins sont peu fréquents mais certains sites de plongée y sont plus sujets comme les Îles Brothers en Mer Rouge ou les plongées aux Maldives.